# Zeche Friedlicher Nachbar

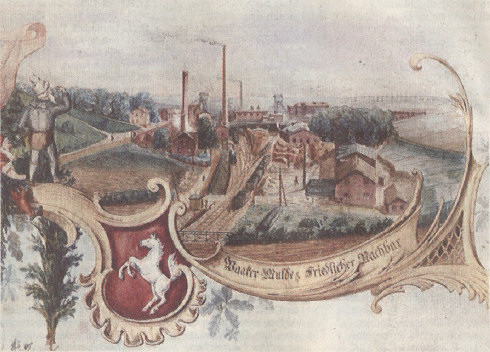
Zeche Friedlicher Nachbar 1906

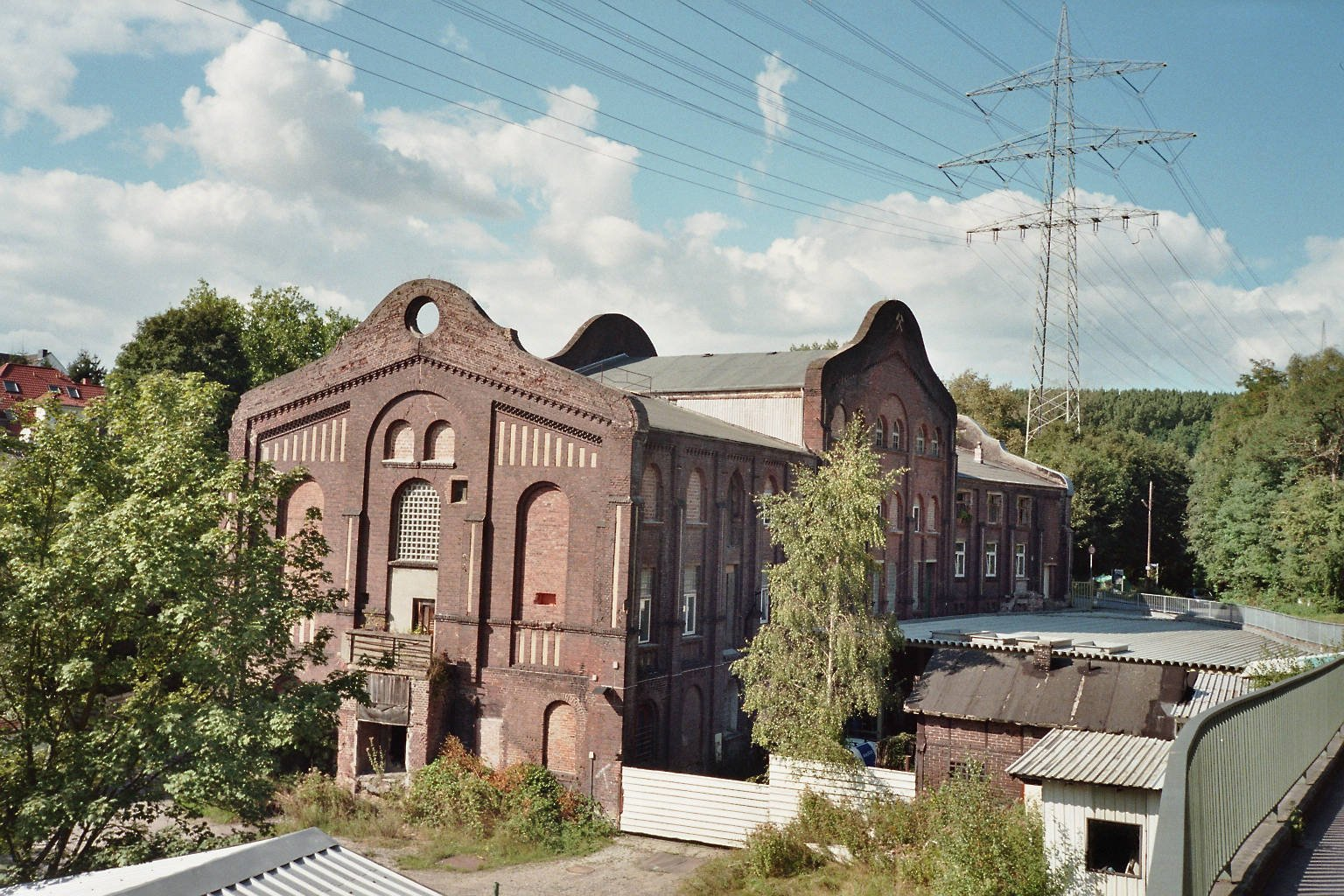
Ein erhaltenes Gebäude der ehemaligen Zeche Friedlicher Nachbar

Die Zeche Friedlicher Nachbar war ein Steinkohlenbergwerk im Bochumer Stadtteil Linden. Das Bergwerk befand sich im westlichen Teil der Bochumer Mulde. Die Zeche Friedlicher Nachbar gehörte in der zweiten Hälfte des 19. Jahrhunderts zu den bedeutenden Bergwerken im Regierungsbezirk Arnsberg.

## Geschichte

### Anfänge
Im Jahr 1831 wurde die Mutung eingelegt. Bereits vor dem Jahr 1850 war das Bergwerk im Stollenbau in Betrieb. Da das Bergwerk noch keine eigene Tiefbauanlage besaß, wurde der Schacht Roeder in Betrieb genommen. Der Schacht Roeder war ein Schacht, der vom Hasenwinkel-Himmelscroner Erbstolln nicht mehr benutzt wurde. Der Schacht befand sich im Grubenfeld des Hasenwinkel-Himmelscroner Erbstolln. Er hatte eine Teufe von 72 Metern und war nur 50 Meter von der Markscheide der Zeche Friedlicher Nachbar entfernt. Im selben Jahr wurde das Feld Friedlicher Nachbar über einen vom Schacht Roeder ausgehenden Querschlag aufgeschlossen. Dieser Querschlag war in dem Niveau der Stollensohle des Hasenwinkel-Himmelscroner Erbstolln aufgefahrenen worden. Die Lösung des Grubenwassers aus dem Feld Friedlicher Nachbar erfolgte über den Hasenwinkel-Himmelscroner Erbstolln. Außerdem wurde in diesem Jahr ein Geviertfeld mit einer Fläche von einem Quadratkilometer verliehen. Noch im Jahr 1854 wurde die bergrechtliche Gewerkschaft Friedlicher Nachbar gegründet. Im Jahr 1855 wurde der Schacht Roeder für die Förderung angepachtet. Der Schacht war mit einem Pferdegöpel ausgerüstet. Die geförderten Kohlen wurden mittels Pferdefuhrwerk nach Dahlhausen zur Ruhr transportiert. Im Jahr 1857 wurde der Pferdegöpel an Schacht Roeder durch einen Dampfhaspel ersetzt. Im Jahr 1858 wurde die Förderung für einige Zeit eingestellt. Grund war die Erstellung eines Schiebeweges zur Ruhr. Der Bau des Schiebeweges dauerte bis ins Jahr 1859. Im Jahr 1858 wurde die Gewerkschaft Friedlicher Nachbar von einem Amsterdamer Konsortium übernommen.

### Die ersten Betriebsjahre
Im Jahr 1860 erfolgte die Inbetriebnahme des Bergwerks. Im Jahr 1861 wurde eine Pferdebahn bis zur Kohlenniederlage an der Ruhr gebaut. Diese Pferdebahn wurde auf dem alten Schiebeweg gebaut. Das Bergwerk gehörte zu diesem Zeitpunkt zum Bergrevier Dahlhausen. Ab dem Jahr 1862 war die Pferdebahn in Betrieb. Im Jahr 1865 wurde, von der Ruhrniederlage ausgehend, begonnen, die Pferdebahn zum Bahnhof Dahlhausen der Bergisch-Märkischen Eisenbahn zu verlängern. Hierfür wurden in diesem Jahr die ersten Erdarbeiten durchgeführt. Im Jahr 1867 wurde der Anschluss der Ruhrniederlage an die Ruhrtalbahn vollzogen. Im Mai desselben Jahres wurde der Eisenbahnabsatz eröffnet. 1868 erfolgte eine Umwandlung in eine tausendteilige Gewerkschaft neuen Rechts, um neues Kapital zu akquirieren. Im selben Jahr wurde mit den Teufarbeiten für den Schacht 1 begonnen. Der Schacht war vorgesehen für den Übergang zum Tiefbau und wurde im nördlichen Feldesteil angesetzt. Im Jahr darauf erhielt das Bergwerk oberhalb des Bahnhofs Dahlhausen in der Nähe der Ruhrniederlage eine neue Kohlenverladestelle. Außerdem wurde die Verbindungsbahn von Dahlhausen nach Laer fertig gestellt. Die Teufarbeiten im Schacht 1 schritten in diesem Jahr weiter voran. Noch im selben Jahr wurde bei einer Teufe von 82 Metern (+ 37 m NN) die 1. Sohle und bei einer Teufe von 149 Metern (− 31 m NN) die 2. Sohle angesetzt. Die 1. Sohle wurde als Wettersohle verwendet.

### Der Ausbau des Bergwerks
Im Jahr 1870 wurde der Schacht in Förderung genommen. Im selben Jahr wurde Schacht Roeder stillgelegt. Im Jahr darauf wurde mit den Teufarbeiten für einen tonnlägigen Wetterschacht begonnen. Der Schacht wurde im Flöz Johann abgeteuft. Im Jahr 1873 wurde der Wetterschacht mit der 1. Sohle durchschlägig, es wurde ein Wetterofen installiert. Über Tage wurde im selben Jahr mit dem Bau eines neuen Förderweges, ausgehend vom Schacht 1, bis zur Eisenbahnverladung in Dahlhausen begonnen. Der Weg wurde zunächst auf einer Länge von 100 Metern auf der alten Pferdetrasse verlegt. Anschließend führte der Förderweg über einen tonnlägigen Bremsschacht und danach weiter über einen 700 Meter langen Förderstollen. Letzterer war früher ein Stollen der Zeche Glückssonne, der für die Nutzung als Förderweg ausgemauert worden war. Im Jahr 1875 wurden die Teufarbeiten an Schacht 1 wieder aufgenommen und der Schacht wurde tiefer geteuft. Noch im selben Jahr wurde bei einer Teufe von 217 Metern (− 99 m NN) die 3. Sohle angesetzt. Im Jahr 1877 wurde im Schacht 1 die Seilfahrt eingeführt. Im Jahr darauf erhielt der Schacht 1 einen neuen Bahnanschluss an die Eisenbahnstrecke Dahlhausen-Laer. Die Strecke verlief durch einen Tunnel durch den Lindener Höhenrücken. Im Jahr 1879 wurde an der neuen Bahnstrecke eine Verladeanlage gebaut. Im selben Jahr wurde die Pferdebahn durch den Förderstollen stillgelegt. Im Jahr 1880 wurde ein zweiter Ausgang aus der Grube, anhand eines Tagesüberhauens, das zum Fahrschacht umfunktioniert wurde, erstellt. Im selben Jahr wurde das Feld Junger Mann & September erworben. Im Jahr 1881 wurde an Schacht 1 und am Wetterschacht die Teufarbeiten wieder aufgenommen. Der Wetterschacht wurde noch im selben Jahr mit der 2. Sohle durchschlägig. Im Jahr 1885 wurde im Schacht 1 bei einer Teufe von 297 Metern (− 178 m NN) die 4. Sohle und zwei Jahre später bei einer Teufe von 397 Metern (− 279 m NN) die 5. Sohle angesetzt. Im Jahr darauf wurde der Wetterschacht mit der 3. Sohle durchschlägig. Im Jahr 1891 wurde am Eisenbahnanschluss eine Seilförderung in Betrieb genommen. Im Jahr 1894 wurde der Wetterschacht mit der 4. Sohle durchschlägig. Im Jahr 1896 wurde im Schacht 1 bei einer Teufe von 495 Metern (− 377 m NN) die 6. Sohle angesetzt. Auf der 6. Sohle liefen in den folgenden Monaten die Aus- und Vorrichtungsarbeiten zügig voran. Auf beiden Muldenflügeln wurde das Flöz Guter Nachbar gelöst. Abgebaut wurde überwiegend im Bereich der 5. Sohle in den Flözen Hermann, Kupferplatte, Guter Nachbar, Gerhard, Sonnenschein und Röttgersbank. Zu diesem Zeitpunkt gehörte das Bergwerk zum Bergrevier Hattingen.

### Die weiteren Jahre
Im Jahr 1898 übernahm ein Konsortium der Rheinischen Bank die Zeche Friedlicher Nachbar, daran beteiligt waren auch die Industriellen Hugo Stinnes und August Thyssen. Als Vorsitzender des Grubenvorstandes wurde Leo Hanau gewählt. Am 15. Juni desselben Jahres wurde das Brikettwerk Dahlhausen von einer Fremdfirma in Betrieb genommen. Das Brikettwerk erzeugte im Auftrag Briketts für die Zechen Friedlicher Nachbar und Langenbrahm. In diesem Jahr waren auf dem Bergwerk sechs Flöze in Verhieb, die Mächtigkeit dieser Flöze lag zwischen 0,7 und 2,2 Metern. Drei der in Bau befindlichen Flöze waren mit reiner Kohle, weitere drei Flöze hatten einen Bergeanteil von 0,1 bis zu 0,5 Metern. Im Jahr 1899 wurde das Grubenfeld der Zeche Baaker Mulde erworben. Dadurch umfasste die Berechtsame nun eine Fläche von 3,6 km2. Am 24. Mai desselben Jahres übernahm die Gewerkschaft Friedlicher Nachbar 996 Kuxe der Gewerkschaft der benachbarten Zeche Baaker Mulde. Neuer Vorsitzender des Grubenvorstandes der Zeche Friedlicher Nachbar wurde Hugo Stinnes. Im selben Jahr wurde mit den Teufarbeiten für den Schacht Friedlicher Nachbar 2 begonnen. Der Schacht wurde 500 Meter südöstlich von Schacht 1 in der Nähe von Schacht Baaker Mulde angesetzt. Noch im selben Jahr wurde zwischen den beiden Bergwerken Baaker Mulde und Friedlicher Nachbar eine Betriebsgemeinschaft gebildet. Trotzdem blieben beide Zechen weiterhin getrennt in Förderung. Im Jahr 1900 wurde der Schacht 2 mit der 6. Sohle durchschlägig. Noch im selben Jahr wurde mit den Teufarbeiten für den Schacht Ostholz begonnen. Der Schacht war als Wetterschacht geplant und wurde im Feld Baaker Mulde angesetzt. Am 16. April desselben Jahres kam es am Schacht 1 über Tage zu einem Brand. Außerdem kam es zu einem Wassereinbruch, bei dem die 6. Sohle zeitweise absoff. Am 15. September desselben Jahres wurde am Schacht Baaker Mulde eine neue Kokerei in Betrieb genommen.
Im Jahr 1901 wurde der Schacht 2 als Hauptschacht in Betrieb genommen. Dadurch besaß das Bergwerk nun einen zweiten Betriebsteil. Im selben Jahr übernahm die Gewerkschaft Friedlicher Nachbar 50 % der Anteile des Brikettwerks der Fremdfirma. Im Jahr 1902 ging Schacht Ostholz bis zur 3. Sohle in Betrieb. Damit waren nun fünf Schächte auf dem Bergwerk in Betrieb. Am 10. Juni kamen bei einem Stein- und Kohlenfall drei Bergleute ums Leben. Im Jahr 1904 wurde die Zeche Baaker Mulde komplett übernommen. Außerdem wurde im selben Jahr auch die Zeche Hasenwinkel übernommen. Zusätzlich erfolgte in diesem Jahr die Umwandlung der Gewerkschaft Friedlicher Nachbar in eine Aktiengesellschaft mit dem Namen Bergbau-AG Friedlicher Nachbar. Die Gesellschaft ging noch im selben Jahr in das Eigentum der Deutsch-Luxemburgische Bergwerks- und Hütten-AG über. Die neue Gesellschaft ließ noch im Jahr 1904 den alten Schacht Friedlicher Nachbar 1 verfüllen und neu abteufen. Auch die Tagesanlagen wurden weiter ausgebaut. Im Jahr 1905 wurde aus einem Abhauen heraus bei einer Teufe von 627 Metern (- 508 m NN) die 7. Sohle angesetzt. Noch im selben Jahr wurde der Wetterschacht im Flöz Johann stillgelegt. Über Tage wurde eine Kokerei in Betrieb genommen. Von der Zeche Berneck wurde das 0,5 km2 große Feld Berneck I übernommen. Im Jahr 1906 wurde ein Durchschlag zur Nachbarzeche Prinz Regent erstellt. Im Jahr 1908 wurden die Teufarbeiten am Wetterschacht Ostholz wieder aufgenommen und der Schacht wurde bis zur 6. Sohle tiefer geteuft. Auf der 4. Sohle wurde in diesem Jahr ein Durchschlag mit der Zeche Prinz Regent und auf der 7. Sohle ein Durchschlag mit der Zeche Hasenwinkel erstellt. Im Schacht 1 wurde ab der 7. Sohle ein Aufbruch erstellt. Im Jahr 1910 wurden die Teufarbeiten am Schacht Baaker Mulde aufgenommen und der Schacht wurde tiefer geteuft. Im Jahr 1912 wurde auf der 5. Sohle zwischen den Schächten Baaker Mulde und Schacht 1 und 2 ein Durchschlag erstellt. Im Jahr 1913 waren die Schächte Baaker Mulde und Schacht 1 als Förderschächte in Betrieb.

### Die Jahre der beiden Weltkriege
Im Jahr 1914 wurde die Brikettfabrik stillgelegt. Im Jahr 1919 wurde die Förderung der Zeche Hasenwinkel übernommen. Außerdem wurde gegen Ende August desselben Jahres die Kokerei stillgelegt. Im Jahr darauf wurden die Teufarbeiten an Schacht 2 wieder aufgenommen und der Schacht wurde ab der 7. Sohle tiefer geteuft. Zwischen der 6. Sohle und der 7. Sohle blieb der Schacht zunächst ungeteuft. Im Jahr 1922 wurde im Schacht 2 bei einer Teufe von 789 Metern (− 695 m NN) die 8. Sohle angesetzt. Im selben Jahr wurde von Schacht 1 aus eine Seilbahn bis zur Henrichshütte erstellt. Im Jahr darauf wurde die Zeche Hasenwinkel von Friedlicher Nachbar übernommen. Am 20. Oktober desselben Jahres wurde die Förderung auf Hasenwinkel eingestellt, die im Baufeld Hasenwinkel abgebauten Kohlen wurden unter Tage nach Friedlicher Nachbar gefördert und dort zu Tage gefördert. Durch die Übernahme von Hasenwinkel umfasste die Berechtsame nun eine Fläche von 8,3 km2. Im Jahr 1924 wurde die Förderung auf Friedlicher Nachbar eingeschränkt. 1926 wurde das Grubenfeld der Zeche Hasenwinkel aufgegeben und abgedämmt, die Tagesanlagen wurden abgerissen. Das Grubenfeld Hasenwinkel soff nun ab. Die Tagesanlagen auf Hasenwinkel wurden abgerissen und die Schächte verfüllt. Im selben Jahr ging Friedlicher Nachbar in das Eigentum der Vereinigten Stahlwerke über. Dort wurde das Bergwerk in der Abteilung Bergbau in die Gruppe Bochum eingegliedert. Am 27. März des Jahres 1932 wurde die Zeche Friedlicher Nachbar stillgelegt, jedoch wurde die Förderfähigkeit erhalten. Am 1. September des Jahres 1933 wurde das Bergwerk wieder in Betrieb genommen. Ab dem Jahr 1937 wurde im Schacht 2 ein Aufbruch zwischen der 7. Sohle und der 6. Sohle erstellt. Im Jahr darauf erfolgte der Durchschlag im Schacht 2, sodass der Schacht nun bis zur 8. Sohle durchgängig war.

### Die letzten Jahre bis zur Stilllegung
Nach dem Zweiten Weltkrieg waren im Jahr 1946 noch die Schächte Baaker Mulde, Ostholz, Friedlicher Nachbar 1 und Friedlicher Nachbar 2 in Betrieb. Als Fördersohlen waren die 7. Sohle und die 8. Sohle vorhanden. Im Jahr 1951 umfasste die Berechtsame eine Fläche von 10,1 km2, dazu gehörten auch Teile von Prinz Regent. Am 1. August des Jahres 1960 wurde die Brikettfabrik stillgelegt. Am 30. März des Jahres 1961 wurde die Zeche Friedlicher Nachbar endgültig stillgelegt. Die Tagesanlagen wurden in der folgenden Zeit abgerissen. Die Schächte wurden bis auf Schacht 2 verfüllt. Nach der Stilllegung des Bergwerks wurden die Wasserhaltungspumpen abgeschaltet. Auf Friedlicher Nachbar strömten nun pro Minute 5,6 m3 Grubenwasser in die abgeworfenen Grubenbaue. Dieses Grubenwasser drohte über Risse und Klüfte zu den Nachbarzechen zu fließen. Aus diesem Grund mussten mehrere Dämme errichtet werden, um die Nachbarzechen vor dem Grubenwasser der Zeche Friedlicher Nachbar zu schützen. Im Zuge des Konzeptes für die sogenannten Ewigkeitsaufgaben wurde die Nutzung des Grubengebäudes der Zeche Friedlicher Nachbar neu überdacht. Aufgrund dieses Konzeptes ist der Standort Friedlicher Nachbar nun einer von 13 Grubenwasserhaltungsstandorten im Ruhrrevier. Das am Standort Friedlicher Nachbar gehobene Grubenwasser wird in die Ruhr abgeleitet.

## Förderung und Belegschaft
Auf dem Bergwerk wurden zunächst leichte und feine Fettkohlen abgebaut. Später wurden auf dem Bergwerk auch Esskohlen abgebaut.
| Jahr     | Belegschaft | Steinkohlen- Fördermenge [Tonnen] | Referenzen & Bemerkungen                                             |
| -------- | ----------- | --------------------------------- | -------------------------------------------------------------------- |
| vor 1850 |             |                                   | Betriebsbeginn                                                       |
| 1855     | 0017        | 000.091 (458 Preußische Tonnen)   | Annahme: 200 kg/Preussische Tonne; siehe Preußische Tonne im Bergbau |
| 1860     | 0056        | 011.704                           |                                                                      |
| 1865     | 0098        | 020.881                           | [ 1 ]                                                                |
| 1871     | 0343        | 089.266                           | [ 5 ]                                                                |
| 1880     | 0318        | 102.122                           |                                                                      |
| 1890     | 0446        | 096.046                           |                                                                      |
| 1895     | 0434        | 102.065                           |                                                                      |
| 1900     | 0542        | 104.970                           | [ 1 ]                                                                |
| 1909     | 2377        | 609.285                           | ; Maximale Förderung des Bergwerkes.                                 |
| 1915     | 1645        | 389.250                           | [ 5 ]                                                                |
| 1920     | 2133        | 348.172                           |                                                                      |
| 1925     | 1202        | 324.802                           | [ 1 ]                                                                |
| 1930     | 1055        | 330.000                           | [ 4 ]                                                                |
| 1940     | 1071        | 370.720                           | [ 5 ]                                                                |
| 1945     | 1099        | 145.013                           | [ 1 ]                                                                |
| 1950     |             | 360.000                           | [ 4 ]                                                                |
| 1955     |             | 434.000                           | [ 5 ]                                                                |
| 1960     | 1272        | 419.540                           | [ 1 ]                                                                |
| 1961     |             |                                   | Betriebsende                                                         |

## Spurensuche

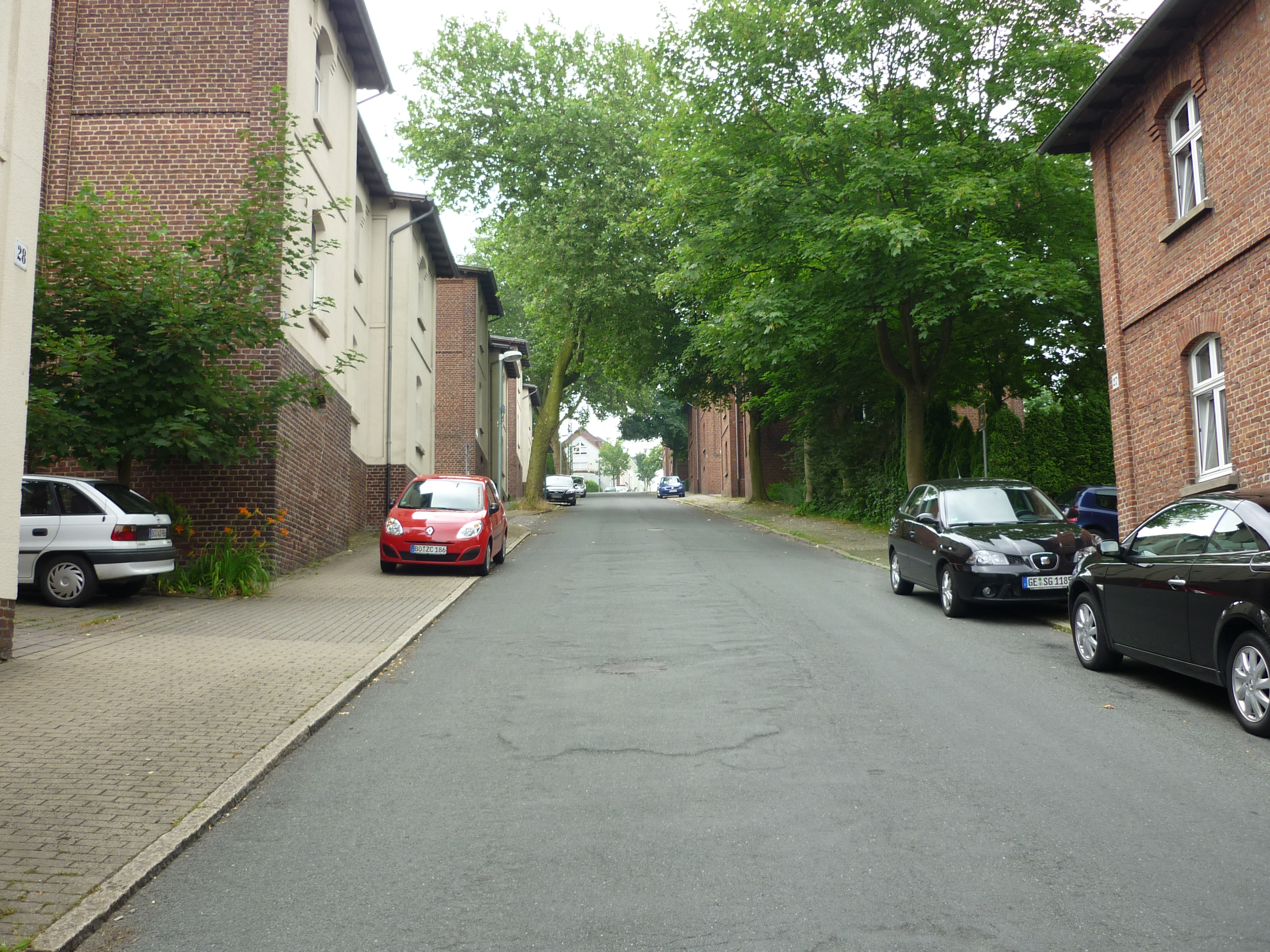
Zechenkolonie Friedlicher Nachbar

Von der Zeche sind noch einige Tagesgebäude erhalten geblieben. Das Turmfördergerüst von Schacht 2 wurde in den 1960er Jahren demontiert und auf der Schachtanlage Zollverein 1/2/8 in Essen neu aufgebaut. Dort steht es heute noch.
Der Schacht Friedlicher Nachbar 2 ist bis heute noch offen geblieben, er gehört zur Zentralen Wasserhaltung der DSK, aus ihm wird nach wie vor Grubenwasser aus einer Teufe von ca. 200 Metern gepumpt. Auf dem Gelände des heutigen Gewerbegebiets „Im Deimketal“ sind noch eine Handvoll Zechengebäude erhalten geblieben – darunter die 1905 erbaute Maschinenhalle, die heute u. a. für Theateraufführungen genutzt wird. Erhalten blieb auch das Ventilatorgebäude des Wetterschachts Ostholz in der Straße Am Papenloh (Sundern).